# Associazione Calcio Femminile Gorgonzola
L'Associazione Calcio Femminile Gorgonzola  è stata una società calcistica femminile, attiva a Gorgonzola tra la fine degli anni sessanta e la metà degli anni ottanta. Vanta nel suo palmarès la vittoria nella Coppa Italia 1980, e il secondo posto nel campionato di Serie A 1980.

## Storia
Fu fondata da due piccoli imprenditori locali gorgonzolesi, Livio e Rino Bolis.
Questa piccola squadra dell'hinterland milanese ebbe nella figura di Livio Bolis un grande entusiasta del calcio femminile, tanto da portare nel giro di 3 anni la squadra dai tornei locali alla ribalta della Serie A.

La squadra della stagione 1981

A.C.F. Gorgonzola nella stagione 1982.

Arrivato in Serie A, Bolis portò a Gorgonzola molte calciatrici appartenute alle migliori squadre di Serie A dell'epoca, il Gamma 3 di Padova e il Milan.
Calciatrici del calibro di Wilma Seghetti, Novellina Babetto, Marisa Perin, Elisabetta Vignotto, Patrizia ed Assunta Giovanna Gualdi, Edna Neillis, Anne McCallum, June Hunter e Conchi Sánchez Freire furono pagate come professioniste da Livio Bolis per giocare a Gorgonzola.
Bolis è riuscito a rimanere 8 anni in Serie A grazie agli sponsor che abbinò al nome dell'A.C.F. Gorgonzola:
- Norda (acque minerali) dal 1975 al 1977;
- Italinox (pentole in acciaio inossidabile) dal 1978 al 1979;
- Ghepard Transport (trasporti su strada) nel 1983 (in Serie C).

Il Gorgonzola non ebbe mai problemi con l'amministrazione comunale per la disponibilità del campo sportivo comunale fino al 1982 finché a Gorgonzola le società calcistiche erano solo due: la Erminio Giana e il Gorgonzola femminile. Ma quando all'inizio della stagione sportiva 1982-1983 la S.S. Ippocampo di Terza Categoria chiese di poter giocare sul campo sportivo comunale le squadre che utilizzavano l'impianto diventarono 3 ma a gestire lo stadio, secondo la nuova convenzione, era la Giana e, quale concessionario unico, poteva decidere unilateramente le tariffe e i tempi di fruizione del campo sportivo.
Il Gorgonzola, che aveva un campionato differente dalle società FIGC, malgrado fosse ai vertici del calcio femminile italiano si trovava penalizzato nel dover chiedere ogni volta la disponibilità del terreno comunale in cui aveva la residenza.
Fu così che il commendator Livio Bolis, nell'approfittare della crisi societaria del Piacenza, società che non si sarebbe iscritta al campionato di Serie A 1983, inoltrò alla F.I.G.C.F. la richiesta di rinuncia al campionato di Serie A e Serie B per causa di forza maggiore (la mancanza del campo ad uso delle due altre squadre cittadine) e di iscriversi in Serie C utilizzando un campo secondario cittadino non omologato per la Serie A e Serie B femminile, mentre lui con le "sue" calciatrici della prima squadra andò a rimpiazzare il Piacenza in Serie A diventandone il Presidente, sobbarcandosi le spese di trasferta da Gorgonzola a Piacenza.
Vinto il campionato di Serie C regionale 1983, la stagione successiva il Gorgonzola ritornò in Serie B ed ottenuta la seconda promozione consecutiva sarebbe ritornata in Serie A, ma a quel punto il Presidente Livio Bolis decise di chiudere definitivamente col calcio femminile non iscrivendo il team gorgonzolese a nessun campionato.

## Palmarès

### Competizioni nazionali
- Coppa Italia: 1

1980

### Altri piazzamenti
- Campionato italiano:

Secondo posto: 1980, 1982
Terzo posto: 1981